# فولتزبورغ
فولتزبورغ (بالإنجليزية: Voltzberg)‏ من بين أعلى القمم الجبلية في سورينام يقدر ارتفاعها بـ 240 مترا (790 قدم).

## وصلات خارجية
- منظر لقمة الجبل
- موقع مدرسة الغابات المطيرة راليغفالن (مع الأصدقاء في فولتزبورغ)